# We Will Rock You (vídeo)
We Will Rock You é um filme da banda britânica de rock Queen, gravado em Montreal, Canadá, nos dias 24 e 25 de novembro de 1981, exatos dez anos antes à morte do cantor Freddie Mercury. Em 2007, o disco foi relançado digitalmente com o título Queen Rock Montreal.
Uma edição especial de We Will Rock You foi lançada ainda na década de 90, incluindo a participação da banda no evento Live Aid.

## Faixas
1. "We Will Rock You (Fast)" (May)
2. "Let Me Entertain You" (Mercury)
3. "Play the Game" (Mercury)
4. "Somebody to Love" (Mercury)
5. "Killer Queen" (Mercury)
6. "I'm in Love with My Car" (Taylor)
7. "Get Down, Make Love" (Mercury)
8. "Save Me" (May)
9. "Now I'm Here" (May)
10. "Dragon Attack" (May)
11. "Now I'm Here" (reprise) (May)
12. "Love of My Life" (Mercury)
13. "Under Pressure" (Queen/Bowie)
14. "Keep Yourself Alive" (May)
15. Drum Solo/Tympani Solo (Queen/Taylor)
16. Guitar Solo/Guitar and Drum Duel (May)
17. "Crazy Little Thing Called Love" (Mercury)
18. "Jailhouse Rock" (Leiber, Stoller)
19. "Bohemian Rhapsody" (Mercury)
20. "Tie Your Mother Down" (May)
21. "Another One Bites the Dust" (Deacon)
22. "Sheer Heart Attack" (Taylor)
23. "We Will Rock You" (May)
24. "We Are the Champions" (Mercury)
25. "God Save the Queen" (tape) (arr. May)